# Univers 1982
Univers 1982 est une anthologie de seize nouvelles de science-fiction publiées entre 1977 et 1982, sélectionnées par Jacques Sadoul, dont c'est ici la dernière contribution dans l'élaboration des ouvrages de la série Univers (il sera remplacé pour l'édition suivante par Joëlle Wintrebert).
L'anthologie est la 22e de cette série qui compte trente ouvrages. Elle ne correspond pas à un recueil qui serait déjà paru aux États-Unis ; il s'agit d'un recueil inédit de nouvelles, édité pour le public francophone.
L'anthologie  (ISBN 978-2-277-21340-6) a été publiée en juin 1982 aux éditions J'ai lu dans la collection Science-fiction (no 1340). L'image de couverture a été réalisée par Eric Ladd.

## Critiques littéraires
L'anthologie a fait l'objet d'une critique littéraire par Pascal J. Thomas dans la revue française Fiction, octobre 1982, n° 333.
Elle a aussi fait l'objet d'une autre critique littéraire par Jean-Daniel Brèque dans le magazine américain Science Fiction & Fantasy Book Review, n°9, novembre 1982.

## Première partie: listes des nouvelles

### Le Côté noir de Mallworld
- Auteur : Somtow Sucharitkul.
- Titre original : The Dark Side of Mallworld.
- Publication : Asimov's Science Fiction, octobre 1981.
- Situation dans l'anthologie : pages 9 à 48.
- Traduction : Michel Darroux et Bernadette Emerich.
- Résumé : Dans un futur lointain, Dollie Salvador est une « Croquemitaine », c'est-à-dire une employée du conglomérat Storkways chargée de récupérer des enfants-robots qui ont été loués à des couples qui ont cessé de payer les loyers des robots. Ce jour-là, en vertu de la Loi de Réappropriation, elle se présente chez les Bar-Julian-Davies qui ont cessé de payer les redevances de Hyacinth, leur enfant-robot d'un âge apparent de 12 ans. Après une brève résistance du couple, Dollie ramène Hyacinth (« Cinthya ») aux locaux de l'entreprise. Mais en chemin, Dollie commence à s'attacher à l’enfant-robot. Cette dernière, pour sa part, ne veut pas être désactivée et relouée à un autre couple. Dollie et Cinthya se prennent d'amitié. Après une rencontre avec Kmengdreft, un extraterrestre Selespridon âgé de 7226 ans, Dollie accepte de devenir « la mère » de Cinthya.
- Liens externes : 
  - Notice sur Noosfère
  - Notice sur iSFdb

### Les Vilains Poulets
- Auteur : Howard Waldrop.
- Titre original : The Ugly Chickens.
- Publication : Universe 10, anthologie composée par Terry Carr, éd. Doubleday, août 1980.
- Situation dans l'anthologie : pages 49 à 77.
- Traduction : France-Marie Watkins.
- Résumé :
- Liens externes : 
  - Notice sur Noosfère
  - Notice sur iSFdb

### Hétéros et Thanatos
- Auteur : Joëlle Wintrebert.
- Publication : première parution dans ce recueil.
- Situation dans l'anthologie : pages 78 à 94.
- Résumé : Dans une société future, rurale et post-apocalyptique, il y a Sélèn (appelé « le Sélénite »), à la peau blanchâtre, capable de se dématérialiser et de se transformer à volonté. Il y a aussi Violette, « l'Azarine » (vestale dédiée au dieu Azar). Sélèn et Violette se rencontrent, se reconnaissent comme étant similaires, tombent amoureux l'un de l’autre. Alors que leur liaison amoureuse vient tout juste de débuter, Sélèn a une terrible vision : Violette est capturée par les villageois, ligotée sur un bûcher et brûlée vive…
- Liens externes : 
  - Notice sur Noosfère
  - Notice sur iSFdb

### La Résistance
- Auteur : Gordon R. Dickson.
- Titre original : The Cloak and the Staff.
- Publication :  Analog Science Fiction and Fact, août 1980.
- Situation dans l'anthologie :  pages 95 à 133.
- Traduction : Michel Darroux et Bernadette Emerich.
- Résumé :
- Liens externes : 
  - Notice sur Noosfère
  - Notice sur iSFdb

### Heures de grande écoute
- Auteur : Norman Spinrad.
- Titre original : Prime Time.
- Publication : 
  - Omni, novembre 1980.
  - Univers 1982
  - Utopiae 2005, éd. L'Atalante, collection « La Dentelle du Cygne », novembre 2005.
- Situation dans l'anthologie : pages 148 à 164.
- Traduction : Philippe R. Hupp.
- Résumé : Dans cette société future et dystopique, les gens se réfugient dans les univers artificiels de la société Télérêve, où l'on passe son temps à visionner des films de fiction. Le summum c'est, après sa mort, se faire scanner son esprit et vivre éternellement dans la fiction. c'est le cas d'Edna et de John.
- Liens externes : 
  - Notice sur Noosfère
  - Notice sur iSFdb

### La Vierge et la Licorne
- Auteur : Lyon Sprague de Camp.
- Titre original : Eudoric's Unicorn.
- Publication : The Year's Best Fantasy Stories : 3, anthologie composée par Lin Carter, novembre 1977.
- Situation dans l'anthologie : pages 165 à 184.
- Traduction : Michel Darroux et Bernadette Emerich.
- Résumé :
- Liens externes : 
  - Notice sur Noosfère
  - Notice sur iSFdb

### Un vaisseau de pierre
- Auteur : Lisa Tuttle.
- Titre original : A Spaceship Built of Stone.
- Publication :  Asimov's Science Fiction, septembre 1980.
- Situation dans l'anthologie : pages 185 à 207.
- Traduction : Philippe R. Hupp.
- Résumé : Rick Karp allie l'archéologie à la psychologie. Alors qu'il travaille près de ruines de l’antique civilisation Anasazie, il fait le rêve de gens sympathiques et doux qui veulent vivre dans cette cité. Le lendemain, confrontant son rêve avec ceux d'autres personnes, il se rend compte qu'elles-aussi ont fait le même rêve. Dans les jours qui suivent, il rencontre Judy et tombe amoureux d'elle. Ils s'installent ensemble. Dans les mois qui suivent, des personnes se prétendant faire partie de la culture Anasazie se font connaître. Les documentaires télé, les reportages dans les journaux et les radios sont diffusés, et le public se montre très réceptif à l’égard de ces Anasazis. Rick trouve cela très étrange. Les Anasazis demandent ensuite la possibilité d'habiter dans l'antique cité près de laquelle Rick travaillait. Le président des États-Unis et le Congrès donnent leur accord. Rick pense à une manipulation mentale des Anasazis et évoque auprès de Judy l'hypothèse de la télépathie. Judy ne croit pas du tout à cette hypothèse. Trois années se passent. Une nuit, Rick fait un étrange rêve : des gens sympathiques et doux se trouvent dans une forêt et souhaitent que celle-ci soit protégée des malveillants. Il découvre que Judy a fait le même rêve. Quelques semaines après, des journalistes « découvrent » cette culture primitive aux Philippines : ces gens sont sympathiques et doux. Nul doute qu'eux-aussi vont demander que la forêt soit protégée. Rick en est sûr : la Terre se fait envahir par des extraterrestres et nul ne sait quand leur invasion s'arrêtera.
- Publications :
  - 1982, Allemagne : Die Stadt in der Wüste
  - 1983, Roumanie : O astronavă de piatră
  - 1984, Croatie : Brod od kamena
  - 1990, Italie : L'astronave di pietra
- Liens externes : 
  - Notice sur Noosfère
  - Notice sur iSFdb

### L'Empereur de minuit
- Auteur : Robert Silverberg.
- Titre original : The Palace at Midnight.
- Publications : 
  - en anglais, première édition dans Omni, juillet 1981 ;
  - en français :
    - dans l'anthologie Univers 1982 (1982) ;
    - dans l'anthologie Voile vers Byzance (2003, réédition en 2005) sous le titre Le Palais de minuit ;

  - en allemand, sous le titre Der Palast um Mitternacht[3] (1983) ;
  - en italien, sous le titre Il palazzo a mezzanotte[4] (1988).
- Distinction : classé 9e au prix Locus de la meilleure nouvelle courte 1982.
- Situation dans l'anthologie : pages 208 à 227.
- Traduction : Michel Deutsch.
- Résumé : Dans une Amérique déliquescente en proie au chaos politique, divisée en plusieurs centaines d'États, de républiques, de royaumes et de principautés, Tom Christensen, ministre des Affaires étrangères de l'Empire de San Francisco, doit recevoir la visite d'Elaine Sawyer, ambassadrice de la république de Monterey. Celle-ci vient apprendre à Christensen, sous le sceau du secret, que les soldats de l'État libre de Mendocino (allié au royaume des Wicca) s'apprêtent à attaquer San Francisco. Mme Sawyer propose l'aide de Monterey, en échange de quoi San Franciso épaulerait Monterey dans son conflit territorial l'opposant à San José au sujet de Santa Cruz. Après cette réunion fructueuse, Mme Sawyer révèle à Christensen qu'elle souhaiterait rencontrer au moins une fois l'empereur Norton VII. Christensen étant pour le moins hésitant, elle insiste. Finalement, Christensen lui dit que cela est possible : l'empereur pourrait la recevoir vers minuit (d'où le titre de la nouvelle). À minuit donc, Mme Sawyer rencontre l’empereur : « (…) C'était une créature souffreteuse, au teint terreux et à la démarche flageolante, que soutenaient le grand chambellan et le commandant de la garde impériale (...). Le vieux faisait vraiment peine à voir. Le ministre de l'avait pas vu depuis plusieurs semaines, mais avec sa mâchoire pendante, ses lèvres écumantes et son œil hagard, le monarque avait l’air d'un déterré. (…) ». De retour à la résidence de Christensen, Elaine Sawyer lui confie qu'elle ne révèlera pas à ses concitoyens l’état de santé de l'empereur Norton VII : à Monterey, on a trop envie de croire en la puissance et en la protection de cet empire et de son empereur.
- Liens externes : 
  - Notice sur Noosfère
  - Notice sur iSFdb

### Un meurtre tous les siècles
- Auteur : Jacques Mondoloni.
- Publication : première parution dans ce recueil.
- Situation dans l'anthologie : pages 240 à 253.
- Résumé : Diana Menthe a subi les effets d'une biostase à effet hyper-lent afin de ralentir au maximum son vieillissement. Elle vit dans un vaisseau spatial qui se dirige vers le système stellaire Androthème. Quand la nouvelle commence, le vaisseau est en approche de la planète qui a donné son nom au système. Elle est accueillie par la voix d'un robot-gardien. Elle demande la permission de venir sur la planète pour y rencontrer son époux, Joachim Vulcano, injustement condamné à une longue peine de prison pour le crime de tentative d'assassinat sur elle-même. Or elle est munie d'une décision d'appel qui a acquitté Joachim Vulcano : il était innocent, c'était une autre maîtresse de Joachim qui avait organisé l'attentat sur Diana pour se débarrasser d'une concurrente trop présente. Diana est venue sur Androthème pour faire libérer Joachim. Après tergiversations, les autorités robotiques d'Androthème, après avoir effectué des recherches, acceptent que Diana rencontre Joachim. La rencontre a donc lieu. Joachim est vieux et n’est plus que l’ombre de lui-même. Diana lui plonge un couteau dans le ventre : c'est Joachim qui avait organisé le meurtre contre elle, se servant pour cela de l’amour que lui portait l’autre femme.
- Liens externes : 
  - Notice sur Noosfère
  - Notice sur iSFdb

### La Grotte du cerf qui danse
- Auteur : Clifford D. Simak.
- Titre original : Grotto of the Dancing Deer.
- Publication : Analog Science Fiction and Fact, avril 1980.
- Situation dans l'anthologie :  pages 254 à 276.
- Traduction : Michel Lederer.
- Résumé :
- Liens externes : 
  - Notice sur Noosfère
  - Notice sur iSFdb

### Marguerite, au soleil
- Auteur : Connie Willis.
- Titre original : Daisy, in the Sun.
- Publication : Galileo, novembre 1979.
- Situation dans l'anthologie : pages 277 à 299.
- Traduction : Eric Cowen.
- Résumé :
- Liens externes : 
  - Notice sur Noosfère
  - Notice sur iSFdb

### À l'ombre d'une jeune fleur
- Auteur : George Barlow.
- Publication : première parution dans ce recueil.
- Situation dans l'anthologie : pages 300 à 316.
- Résumé :
- Liens externes : 
  - Notice sur Noosfère
  - Notice sur iSFdb

### Prospero, 1994
- Auteur : Scott Baker.
- Titre original : Prospero.
- Publication : première parution dans ce recueil.
- Situation dans l'anthologie : pages 332 à 343.
- Traduction : Michel Darroux et Bernadette Emerich.
- Résumé :
- Liens externes : 
  - Notice sur Noosfère
  - Notice sur iSFdb

### Sigmaringen
- Auteur : Michel Demuth.
- Publication : Sixième festival de la science-fiction et de l'imaginaire - Metz 27 mai - 2 juin 1981, association Nova, 1981.
- Situation dans l'anthologie : pages 344 à 361.
- Résumé :
- Liens externes : 
  - Notice sur Noosfère
  - Notice sur iSFdb

### Espace vital
- Auteur : Marion Zimmer Bradley.
- Titre original : Elbow Room.
- Publication : Stellar #5, anthologie composée par Judy-Lynn del Rey, mai 1980.
- Situation dans l'anthologie : pages 362 à 383.
- Traduction : Philippe R. Hupp.
- Résumé :
- Liens externes : 
  - Notice sur Noosfère
  - Notice sur iSFdb

### L'Affaire du Tacot jetable
- Auteur : Mack Reynolds.
- Titre original : The Case of the Disposable Jalopy.
- Publication : Analog Science Fiction and Fact, octobre 1979.
- Situation dans l'anthologie : pages 384 à 440 (nouvelle la plus longue du recueil).
- Traduction : Brigitte Ariel.
- Dans la préface de l'anthologie, Jacques Sadoul informe le lecteur que cette nouvelle humoristique est une parodie des enquêtes de « (…) Nero Wolfe, le détective pachydermique et atrabilaire, et de son brillant second Archie Goodwin. Les voici, bien vieux et bien décatis, aux prises avec une ultime affaire dans une Amérique en proie à la déglingue ; une Amérique où les affaires se traitent en pseudo-dollars car le dollar ne vaut même plus le prix du papier pour l'imprimer ».
- Résumé : Dans une Amérique déliquescente en proie au chaos économique en raison d'une automatisation poussée à l'extrême, un célèbre détective new yorkais (« le Gros »), assisté de son fidèle secrétaire (« le Chauve »), reçoit la visite de trois clients : MM. Clarke, Aldiss et Brunner. Ils ont besoin de ses services car un ingénieur très important, Azimov a disparu. Il travaille pour M. Panne, un chef d'entreprise visionnaire, qui a créé le concept de « voiture jetable » (voiture baptisée « Rat Panne »). Il s'agit de construire et vendre un véhicule épuré, très simple, et lorsqu'il ne fonctionne plus, on retourne au garage pour l'échanger contre un autre, neuf. S'il existe le mouchoir jetable, le stylo jetable, le briquet jetable, ainsi que les robes jetables, les pantalons jetables, les chaussures jetables, pourquoi pas les voitures ? Les Français avaient déjà construit un véhicule de ce type : la deux-chevaux. Le modèle économique sera le remplacement de l’acier par le plastique et le carton, joint à une innovation technologique qui fera que cette voiture ne consommera pas d'essence et créera son propre carburant ; de plus il n'y aura aucune publicité. Le Gros accepte de s'occuper de l'affaire. Alors que le Chauve fait remarquer que son patron n'a plus résolu d'affaire depuis celle du Fer-de-lance, le Gros convoque trois hommes de main et leur ordonne de suivre les trois clients sortis peu de temps avant de son cabinet. Puisqu'il n'a aucune piste, autant suivre les personnes qu'il connaît. Puis le Gros confie une mission à son assistant : le Chauve doit se rendre à l'entreprise Panne pour enquêter sur les faits et gestes habituels d'Azimov. Le Chauve se rend donc à l'adresse indiquée par les trois visiteurs. Il y rencontre la jeune et séduisante, quoique alcoolique, miss Le Guin, qui le renseigne sur Azimov. De retour au cabinet pour rendre compte, un homme est là avec le Gros ; il dit s'appeler Even Carlos Mohmoud ould Cheikh et représenter les Industries Pétrolières Arabes Réunies. Il propose au Gros de travailler pour ce conglomérat en tant que consultant. Le Gros accepte. Puis un homme déclarant s'appeler M. Pohl se présente, disant rechercher un détective privé et agissant pour les « Distilleries Après la bataille ». L'innovation d'Azimov, remplaçant l'essence par de l’alcool, permettra à n'importe quel alcoolique de s'alcooliser à volonté sans acheter de boissons alcoolisées. Pour la troisième fois dans la journée, le Gros accepte le contrat. Le Gros envoie son assistant au domicile d'Azimov ; le Chauve s'y rend donc et y découvre Azimov assassiné. Le Chauve retourne au cabinet du Gros. Peu de temps après, un inspecteur de la police envisage d'arrêter le Chauve pour l'assassinat d'Azimov. C'est sans compter les capacités du Gros, qui demande à voir toutes les personnes impliquées dans cette affaire. Plus tard, tout le monde étant réuni, le Gros révèle qui a tué Azimov : son propre cuisinier ! Ce dernier avait compris qu'Azimov ne s'était pas enfui et qu'il allait être très vite découvert. Il l'avait tué pour que son patron puisse enfin avoir une affaire criminelle difficile à résoudre. Mais un second coup de théâtre a lieu : le projet de véhicule « Rat Panne » va être abandonné. En effet M. Panne a constaté qu'il en avait assez avec le secteur automobile. Il va se lancer dans la finance internationale et lancer un nouveau concept : le dollar jetable (« On s'en sert une fois, et hop ! »).
- Liens externes : 
  - Notice sur Noosfère
  - Notice sur iSFdb

## Partie thématique et encyclopédique

### Éditorial
- Éditorial par Jacques Sadoul : pages 7-8.

### Entretiens
- Entretien (1980) avec Philip José Farmer, 1980, par Charles Platt (en) : pages 134 à 147.
- Entretien (1980) avec Thomas M. Disch, 1980, par Charles Platt : pages 228 à 239.
- Entretien (1980) avec Kate Wilhelm et Damon Knight par Charles Platt : pages 317 à 331.